# 耶姆特兰共和国

耶姆特兰共和国国旗

耶姆特兰共和国国章

耶姆特兰共和国（瑞典语：Republiken Jamtland）（英文：Republic of Jamtland）是瑞典北部的一个私人国家。

## 历史
耶姆特兰共和国解放运动开始于1963年，其目的是为了实现耶姆特兰的独立。 可是，现在提及耶姆特兰解放运动人们已经不是那么认真，大部分人认为耶姆特兰解放运动的主要目的是幽默。 尽管如此，耶姆特兰解放运动目前仍有很多人支持他们。 耶姆特兰共和国有他们自己的国庆日，每年在那一天他们都会安排一个节日活动叫Storsjöyran。

## 国家象征
耶姆特兰共和国有自己总统（Evert Ljusberg）。 他们也有自己的国旗、国歌、语言和货币（耶姆特兰马克）。